# أرنولد مارغولين (دبلوماسي)
أرنولد مارغولين (بالروسية: Марголин, Арнольд Давидович)‏ (و. 1877 – 1956 م) هو دبلوماسي، ومحامي، وقاضي، وصحفي، وسياسي من الإمبراطورية الروسية، والولايات المتحدة، ولد في كييف، توفي في واشنطن، عن عمر يناهز 79 عاماً، بسبب دهس.

## مناصب
تولى منصب سفير
.